# Trachusa rufobalteata
Trachusa rufobalteata là một loài Hymenoptera trong họ Megachilidae. Loài này được Cameron mô tả khoa học năm 1902.